# Diocesi di Santa Rosa de Osos
La diocesi di Santa Rosa de Osos (in latino Dioecesis Sanctae Rosae de Osos) è una sede della Chiesa cattolica in Colombia suffraganea dell'arcidiocesi di Santa Fe de Antioquia. Nel 2023 contava 625.156 battezzati su 664.162 abitanti. È retta dal vescovo Luis Albeiro Maldonado Monsalve.

## Territorio
La diocesi comprende le sottoregioni Antioquia Settentrionale, Antioquia Nordorientale e Bajo Cauca Antioquia nella parte centro-settentrionale del dipartimento colombiano di Antioquia, per un totale di 29 comuni: Amalfi, Angostura, Anorí, Belmira, Briceño, Cáceres, Campamento, Carolina del Príncipe, Caucasia, Donmatías, El Bagre, Entrerríos, Gómez Plata, Guadalupe, Ituango, Nechí, Remedios, San Andrés de Cuerquia, San José de la Montaña, San Pedro de los Milagros, Santa Rosa de Osos, Segovia, Tarazá, Toledo, Valdivia, Vegachí, Yalí, Yarumal e Zaragoza.
Sede vescovile è la città di Santa Rosa de Osos, dove si trova la cattedrale di Nostra Signora del Rosario di Chiquinquirá. Nel territorio sorgono anche tre basiliche minori: la basilica  di Nostra Signora delle Misericordie a Santa Rosa de Osos, la basilica del Signore dei Miracoli a San Pedro de los Milagros, e la basilica di Nostra Signora della Mercede a Yarumal.
Il territorio si estende su una superficie di 22.925 km² ed è suddiviso in 77 parrocchie, raggruppate in 9 vicariati: Santa Bárbara, Nuestra Señora de los Dolores, San José, San Pedro Claver, La Inmaculada, San Rafael, Señor de los Milagros, Beato Padre Marianito, Santa Rosa de Lima.

## Storia
La diocesi è stata eretta il 5 febbraio 1917 con la bolla Quod Catholicae di papa Benedetto XV, ricavandone il territorio dalla diocesi di Antioquia (oggi arcidiocesi di Santa Fe de Antioquia).
Il 27 ottobre 1962 ha ceduto una porzione di territorio a vantaggio della diocesi di Barrancabermeja.
Originariamente suffraganea dell'arcidiocesi di Medellín, il 18 giugno 1988 è entrata a far parte della provincia ecclesiastica dell'arcidiocesi di Santa Fe de Antioquia.
Il 4 marzo 1989, con il decreto Per Constitutionem Apostolicam della Congregazione per l'evangelizzazione dei popoli, ai vescovi di Santa Rosa de Osos è stata affidata la cura pastorale della prefettura apostolica di Leticia (oggi vicariato apostolico).
Il 22 novembre 2003 ha ceduto all'arcidiocesi di Santa Fe de Antioquia i comuni di Ebéjico, Liborina, Peque, San Jerónimo, Sopetrán, Olaya, Sabanalarga e il distretto di Palmitas nel comune di Medellín.

## Cronotassi dei vescovi
Si omettono i periodi di sede vacante non superiori ai 2 anni o non storicamente accertati.
- Maximiliano Crespo Rivera † (7 febbraio 1917 - 15 novembre 1923 nominato arcivescovo di Popayán)
- Miguel Ángel Builes Gómez † (27 maggio 1924 - 29 settembre 1971 deceduto)
- Joaquín García Ordóñez † (29 settembre 1971 succeduto - 10 giugno 1995 ritirato)
- Jairo Jaramillo Monsalve (10 giugno 1995 - 13 novembre 2010 nominato arcivescovo di Barranquilla)
- Jorge Alberto Ossa Soto (15 luglio 2011 - 15 ottobre 2019 nominato arcivescovo di Nueva Pamplona)
- Elkin Fernando Álvarez Botero † (22 ottobre 2020 - 8 luglio 2023 deceduto)
- Luis Albeiro Maldonado Monsalve, dal 10 aprile 2025

## Statistiche
La diocesi nel 2023 su una popolazione di 664.162 persone contava 625.156 battezzati, corrispondenti al 94,1% del totale.
| anno | popolazione | popolazione | popolazione | presbiteri | presbiteri | presbiteri | presbiteri                | diaconi | religiosi | religiosi | parrocchie |
| anno | battezzati  | totale      | %           | numero     | secolari   | regolari   | battezzati per presbitero | diaconi | uomini    | donne     | parrocchie |
| ---- | ----------- | ----------- | ----------- | ---------- | ---------- | ---------- | ------------------------- | ------- | --------- | --------- | ---------- |
| 1950 | 279.750     | 280.000     | 99,9        | 144        | 109        | 35         | 1.942                     |         | 70        | 305       | 61         |
| 1966 | 407.000     | 407.786     | 99,8        | 207        | 162        | 45         | 1.966                     |         | 110       | 390       | 66         |
| 1968 | 415.070     | 416.570     | 99,6        | 166        | 132        | 34         | 2.500                     |         | 61        | 350       | 61         |
| 1976 | 395.835     | 398.835     | 99,2        | 155        | 126        | 29         | 2.553                     |         | 48        | 300       | 76         |
| 1980 | 396.700     | 398.800     | 99,5        | 142        | 117        | 25         | 2.793                     |         | 45        | 282       | 79         |
| 1990 | 438.952     | 447.910     | 98,0        | 157        | 143        | 14         | 2.795                     | 1       | 61        | 299       | 81         |
| 1999 | 620.757     | 639.954     | 97,0        | 170        | 153        | 17         | 3.651                     |         | 96        | 234       | 89         |
| 2000 | 624.389     | 643.700     | 97,0        | 162        | 145        | 17         | 3.854                     |         | 120       | 209       | 89         |
| 2001 | 603.437     | 622.100     | 97,0        | 171        | 155        | 16         | 3.528                     |         | 174       | 228       | 90         |
| 2002 | 609.750     | 628.608     | 97,0        | 175        | 160        | 15         | 3.484                     |         | 106       | 247       | 91         |
| 2003 | 622.850     | 642.113     | 97,0        | 197        | 185        | 12         | 3.161                     |         | 56        | 206       | 91         |
| 2004 | 630.000     | 650.200     | 96,9        | 185        | 185        |            | 3.405                     |         | 47        | 232       | 92         |
| 2010 | 585.000     | 609.000     | 96,1        | 174        | 162        | 12         | 3.362                     |         | 15        | 142       | 75         |
| 2014 | 613.000     | 637.000     | 96,2        | 146        | 136        | 10         | 4.198                     |         | 11        | 142       | 77         |
| 2017 | 653.975     | 689.126     | 94,9        | 155        | 147        | 8          | 4.219                     |         | 11        | 136       | 74         |
| 2020 | 674.500     | 711.800     | 94,8        | 142        | 131        | 11         | 4.750                     |         | 16        | 127       | 79         |
| 2022 | 615.441     | 654.061     | 94,1        | 139        | 127        | 12         | 4.427                     |         | 23        | 126       | 77         |
| 2023 | 625.156     | 664.162     | 94,1        | 139        | 129        | 10         | 4.497                     |         | 25        | 131       | 77         |

## Galleria d'immagini

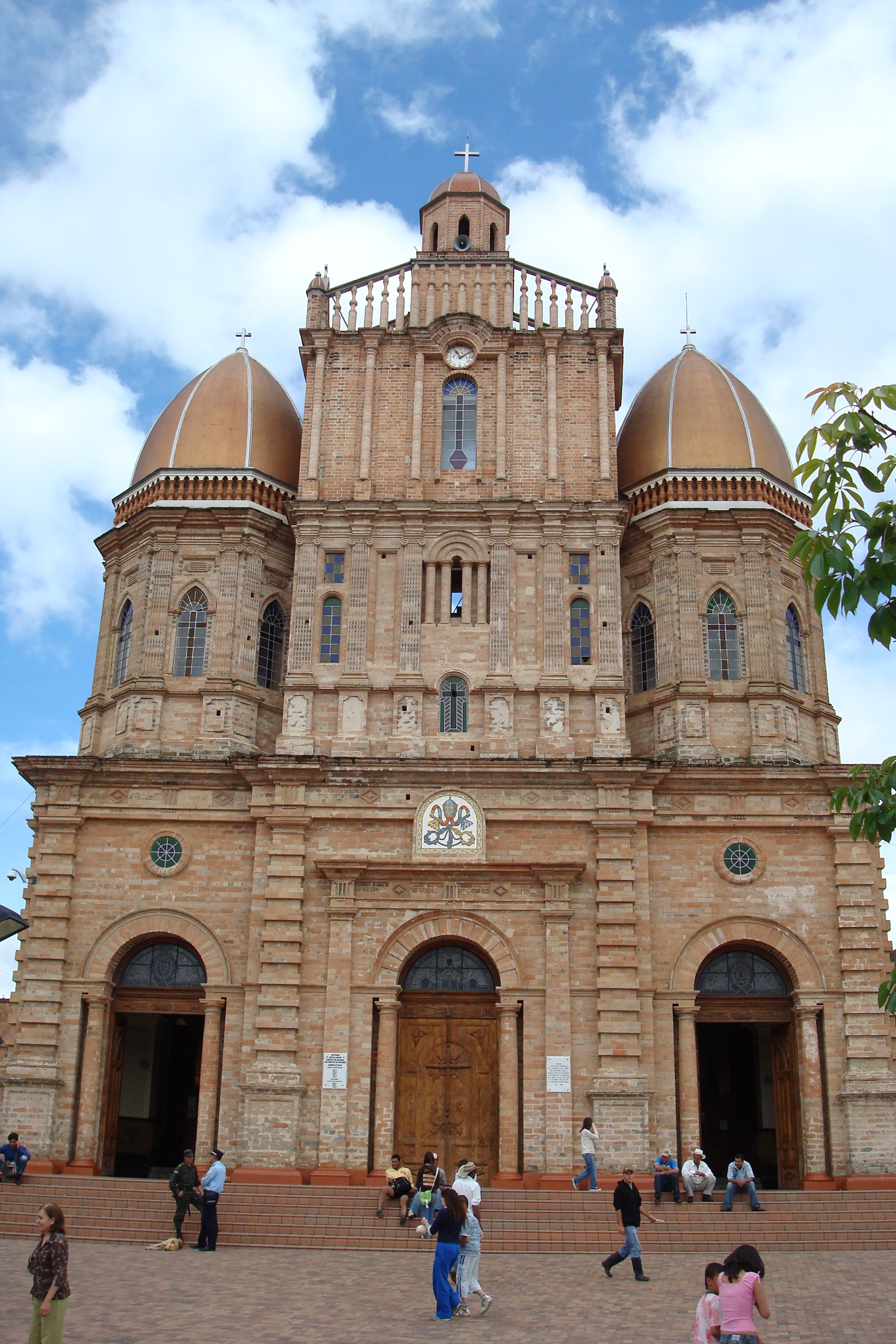
La basilica minore del Signore dei Miracoli a San Pedro de los Milagros.
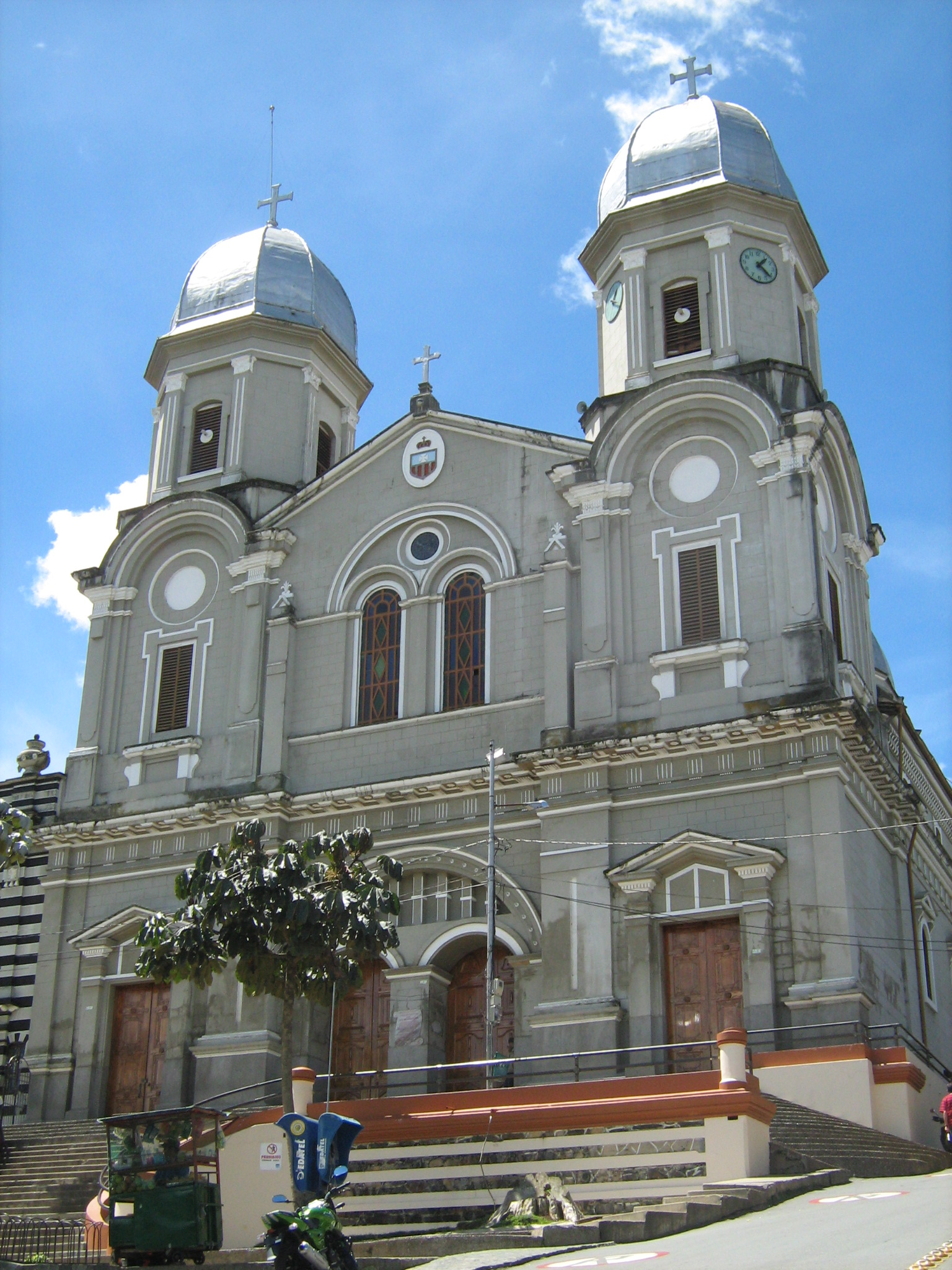
La basilica minore di Nostra Signora della Mercede a Yarumal.
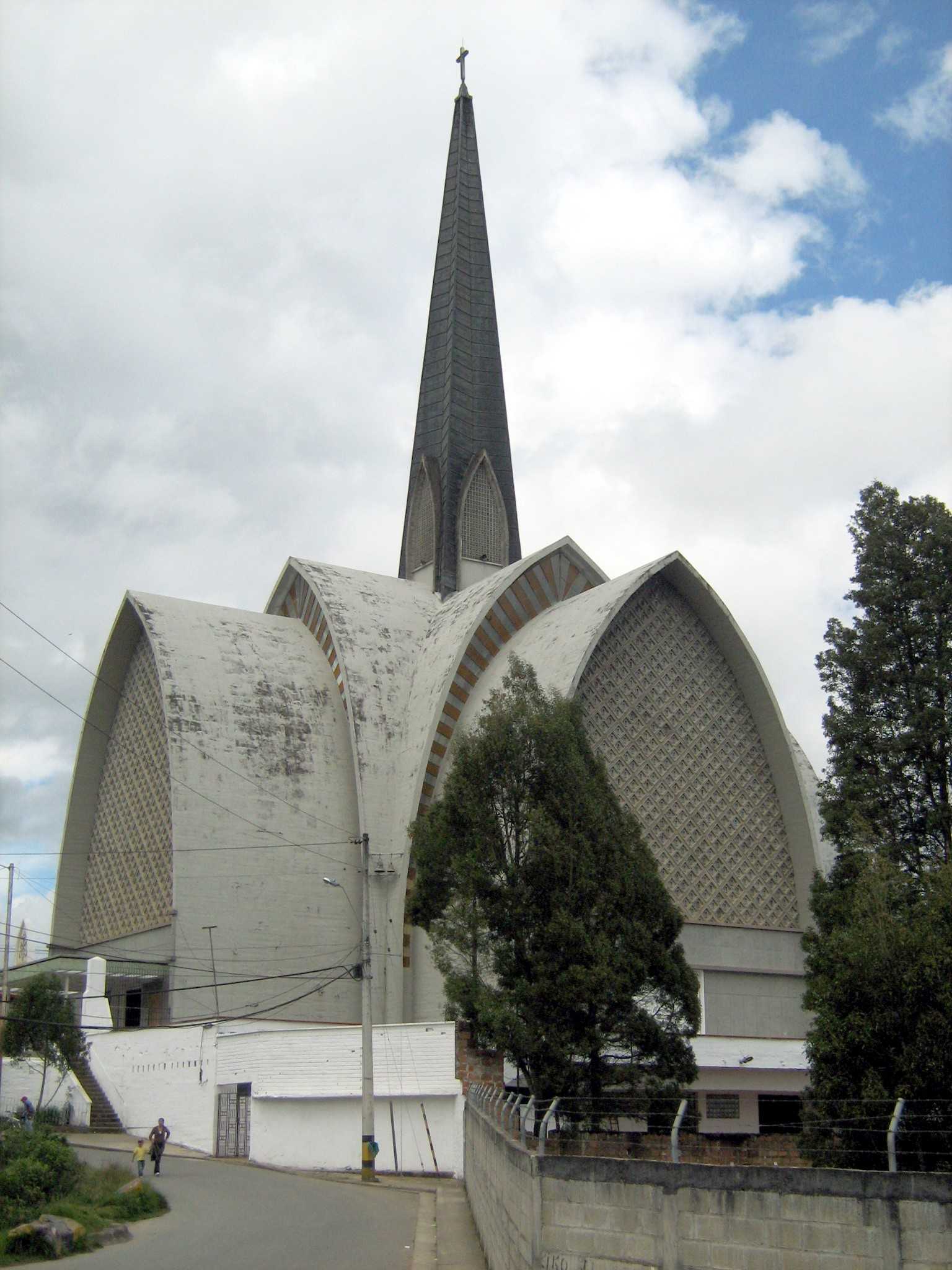
La basilica minore di Nostra Signora delle Misericordie a Santa Rosa de Osos.
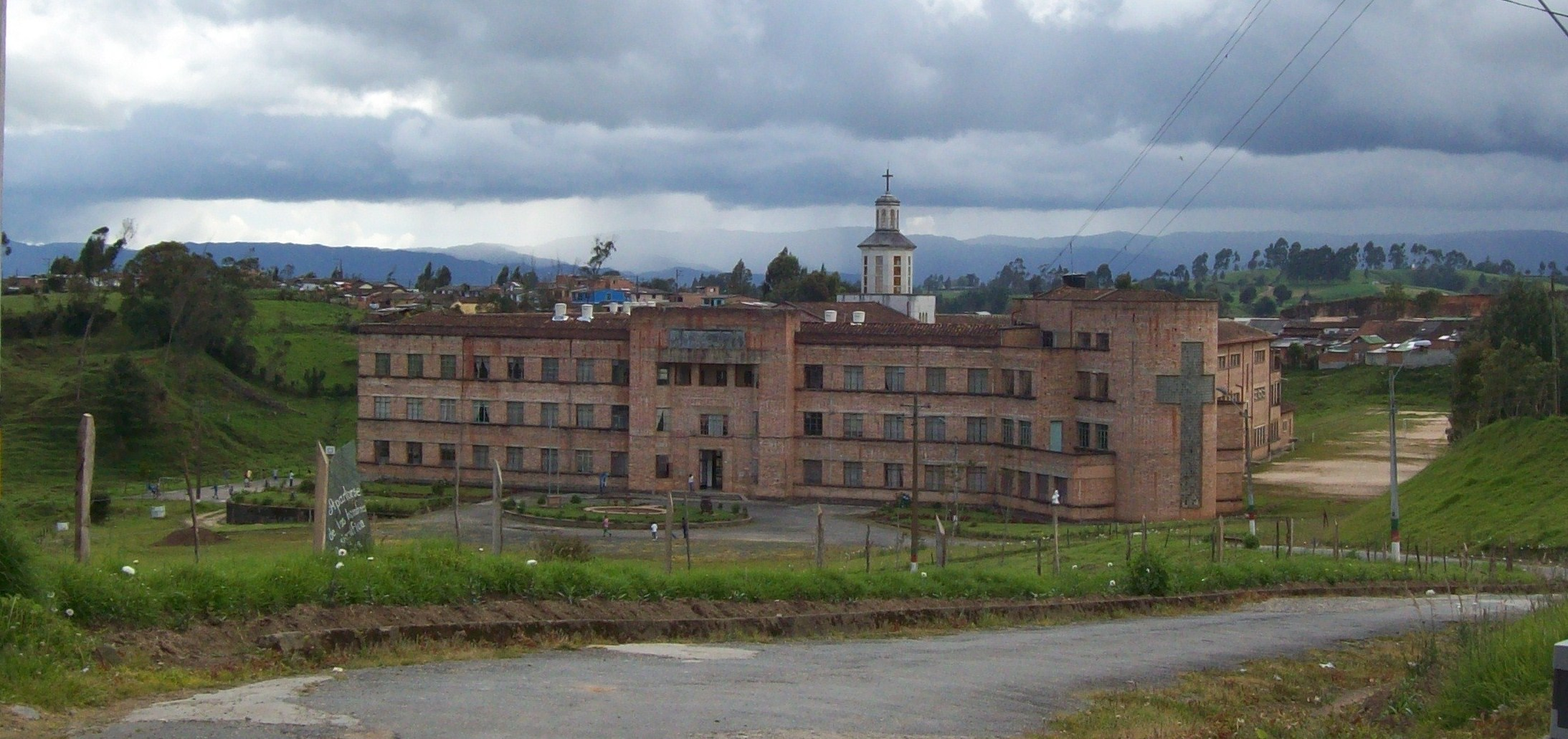
Il seminario vescovile Santo Tomás de Aquino.